# Wimbledon Championships 1905
Die 29. Auflage der Wimbledon Championships fand 1905 auf dem Gelände des All England Lawn Tennis and Croquet Club an der Worple Road statt. 
Ab diesem Jahr wurde das Spielerfeld des Turniers deutlich internationaler. Von insgesamt 71 Spielern beim All-Comers-Wettbewerb der Herren stammten 16 nicht aus Großbritannien, darunter mit Ferdinand Uhl der erste Teilnehmer aus Deutschland. Bei den Damen gewann sogar mit May Sutton die erste Nicht-Britin das Turnier.

## Herreneinzel
Laurence Doherty besiegte in der Challenge Round den Australier Norman Brookes in drei Sätzen und sicherte sich damit seinen vierten Titel in Folge.

## Dameneinzel
Die US-Amerikanerin May Sutton setzte sich in der Challenge Round gegen die Titelverteidigerin Dorothea Douglass in zwei Sätzen durch.

## Herrendoppel
Laurence und Reginald Doherty besiegten wie bereits im Vorjahr in der Challenge Round Sydney Smith und Frank Riseley mit 6:2, 6:4, 6:8 und 6:3.

## Bilder

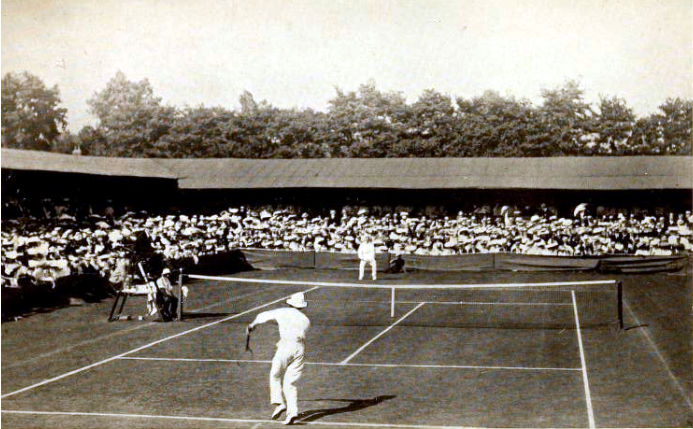
Finale der Herren, Brookes gegen Doherty
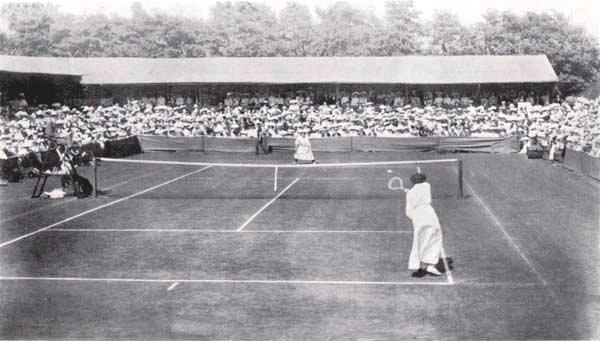
Damenfinale, Douglass (vorne) gegen Sutton